# Якимчук Олександр Степанович
Олекса́ндр Степа́нович Якимчу́к (13 вересня 1899, Корець — 1970) — маляр і педагог родом з Корця на Волині.

## Короткий життєпис
Мистецьку освіту здобув у приватних майстернях Києва, Варшави і в Італії (1925—1931). Навчав у Почаївській мистецькій школі (1925-1931).
Учасник багатьох виставок:
Міських
(1926) м. Луцьк — виставка сільського господарства;
(1928) м. Луцьк — виставка промисловості;
Міжнародних
(1929)  м. Познань - виставка художників (митців) Лаври;
(1932) у художньому салоні Чеслава Гарлінського у Варшаві;
(1932-1939) — брав участь у багатьох виставках  Варшавського Товариства Заохочення  Мистецтв (TZSP) 
Основні твори: «Копання картоплі» і «Мисливець» (1928), «Жебраки в Почаєві» (1938), портрет Тараса Шевченка (1939); серія акварельних пейзажів Волині (1940—1944) та ін. Роботи зберігаються в Кременецькому краєзнавчому музеї, приватних колекціях України, Польщі та Італії.
У Якимчука початкову освіту здобув Олекса Шатківський згодом відомий львівський живописець і графік.
Має численні нагороди.